# Astragalus ishigensis
Astragalus ishigensis es una especie de planta del género Astragalus, de la familia de las leguminosas, orden Fabales.

## Distribución
Astragalus ishigensis se distribuye por el Lejano Oriente ruso.

## Taxonomía
Fue descrita científicamente por Maxim. ex Hulten. Fue publicada en Kongl. Svenska Vetensk. Acad. Handl., ser. 3, 8(1): 99 (1929).